# Mansagal, Devadurga
Mansagal là một làng thuộc tehsil Devadurga, huyện Raichur, bang Karnataka, Ấn Độ.